# SS America (1905)

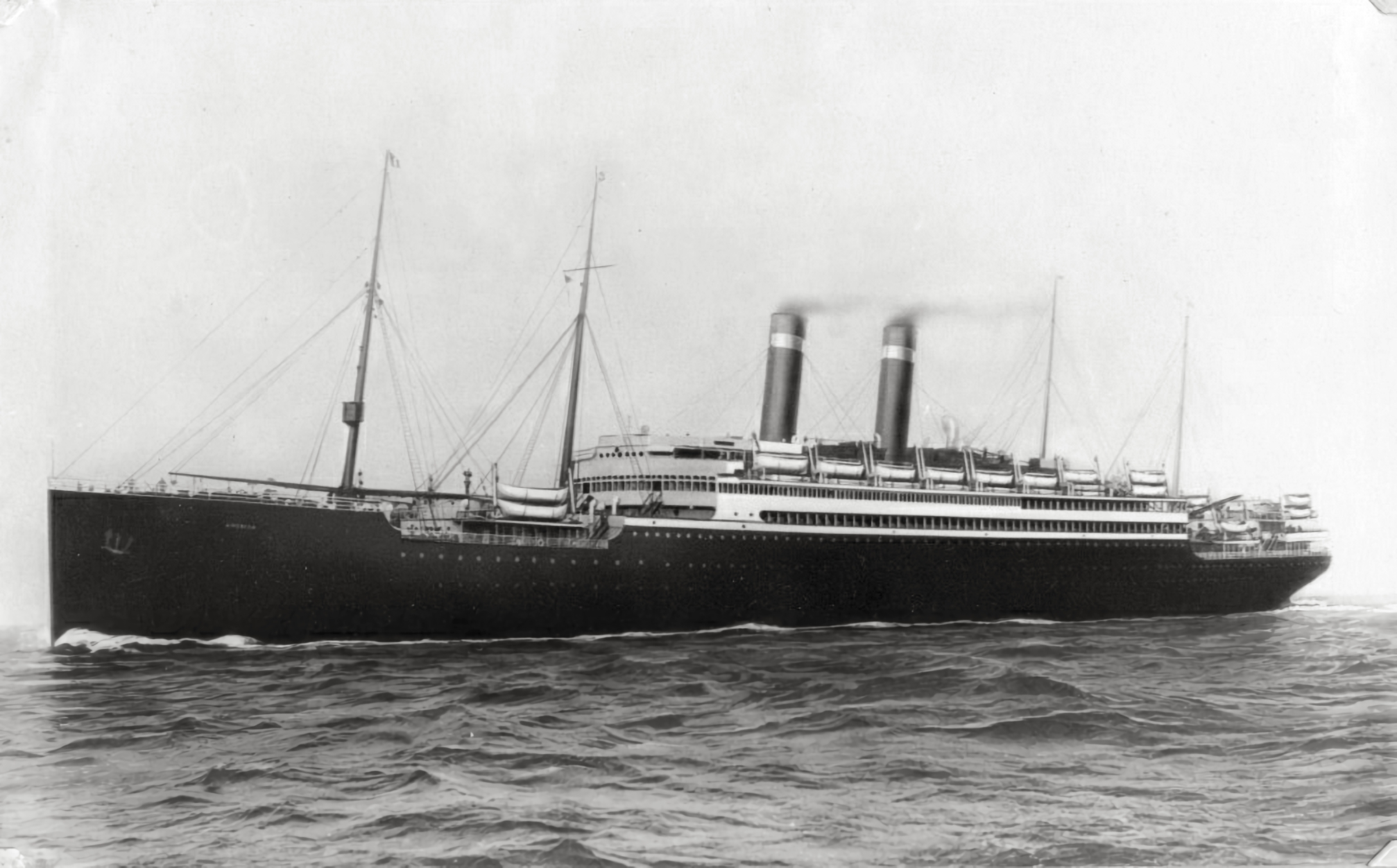
El SS America, fotografiado hacia la década de 1920

El SS America (originalmente Amerika) fue un transatlántico botado en 1905 en los astilleros de Harland and Wolff en Belfast para la compañía naviera alemana Hamburg America Line, aunque posteriormente fue empleado por la Marina de los Estados Unidos como barco de transporte de tropas en la Primera Guerra Mundial.
Como barco de pasajeros, navegó principalmente entre Hamburgo y Nueva York. El 14 de abril de 1912, el Amerika se encontraba realizando una de sus travesías en el Atlántico norte, y transmitió a los barcos circundantes un mensaje por telegrafía advirtiendo sobre la presencia de icebergs en la misma área donde poco después el RMS Titanic chocaría contra uno, resultando en su hundimiento menos de 3 horas más tarde. 
Al comienzo de la Primera Guerra Mundial, el Amerika se encontraba amarrado en Boston; para no arriesgarse a ser capturado por la Royal Navy, permaneció en dicho puerto durante los siguientes tres años, aunque sería finalmente requisado por los Estados Unidos justo antes de su entrada en la guerra.
Tras ser requisado, la propiedad del buque cayó en manos de la Junta de Envío de los Estados Unidos. Más tarde fue transferido a la Armada Estadounidense para ser utilizado como buque para el transporte de tropas, inicialmente bajo el nombre USS Amerika (ID-3006), pero su nombre pronto fue anglicizado a America. Al servicio de la Armada, transportó casi 40.000 soldados a Francia. En 1918, se hundió en el puerto de Nueva York, pero poco después fue reflotado y reacondicionado. Después del Armisticio, transportó a más de 51.000 soldados de regreso a Norteamérica. En 1919, fue entregado al Departamento de Guerra para ser operado por el Ejército, bajo el nombre USAT America, hasta 1920.
En dicho año, fue asignado inicialmente a la United States Mail Steamship Co., y tras la desaparición de esta última, fue transferido a la United States Lines, para la cual operó, bajo el nombre SS America, realizando la ruta del Atlántico Norte entre Bremerhaven y Nueva York. 
En marzo de 1926, debido a una fuga de aceite desde el interior del buque durante una revisión periódica, el America sufrió un incendio que duró siete horas y calcinó casi todas sus instalaciones. A pesar de la pérdida de casi 2 millones de dólares en daños, el barco fue reconstruido y retornó al servicio de línea al año siguiente, operando con la US Lines hasta abril de 1931, fecha en la que fue dado de baja por la compañía. 
Durante los siguientes nueve años, el buque permaneció inactivo, amarrado a puerto. No obstante, el estallido de la Segunda Guerra Mundial conllevó a su retorno al servicio como barco cuartel para el Ejército Estadounidense. En octubre de 1940, su nombre fue cambiado, pasando a llamarse USAT Edmund B. Alexander, en honor al oficial Edmund Brooke Alexander, que participó en la invasión estadounidense de México. Después de establecer el Comando de Base de Terranova y de un período operando como cuartel en San Juan de Terranova, el Edmund B. Alexander fue reacondicionado para operar nuevamente como transporte de tropas entre enero y mayo de 1941. Primero fue destinado al traslado de tropas entre Nueva Orleans y Panamá, pero luego fue transferido al traslado de tropas entre Nueva York y Europa. Terminada la contienda en 1945, el Edmund B. Alexander fue utilizado para transportar dependientes militares, permaneciendo en ese servicio hasta 1949, siendo destinado como buque de reserva hasta enero de 1957, momento en el que fue retirado definitivamente del servicio y vendido para su desguace en Baltimore, Maryland.